# NGC 2679
NGC 2679 (другие обозначения — UGC 4632, MCG 5-21-14, ZWG 150.41, KCPG 176A, PGC 24884) — линзообразная галактика (SB0) в созвездии Рака. Открыта Уильямом Гершелем в 1785 году.
Из-за выраженного бара, позиционный угол галактики, измеренный фотометрически, на 23,5 градуса, отличается от позиционного угла, измеренного кинематически.
Этот объект входит в число перечисленных в оригинальной редакции «Нового общего каталога».